# Sphaeralcea janeae
Sphaeralcea janeae là một loài thực vật có hoa trong họ Cẩm quỳ. Loài này được (S.L. Welsh) S.L. Welsh miêu tả khoa học đầu tiên năm 1998.